# Saurrevolution

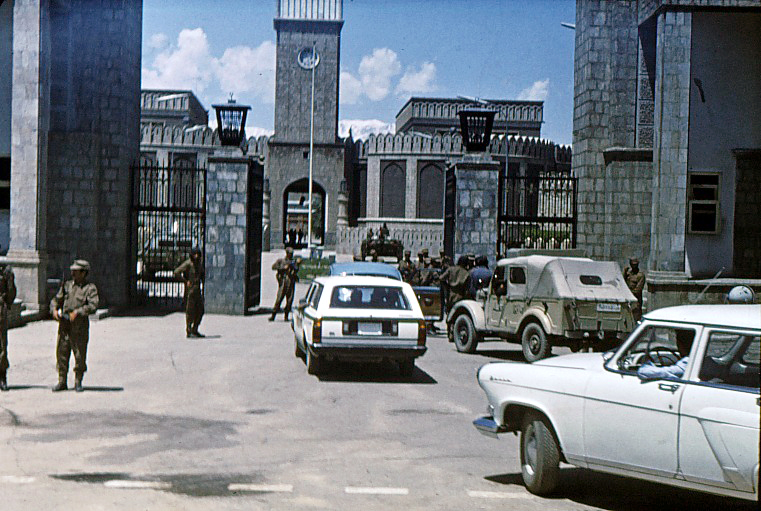
Militärpräsenz am Präsidentenpalast in Kabul am 28. April 1978, einen Tag nach dem Staatsstreich

Die Saurrevolution (Dari-persisch انقلاب ثور, DMG inqilāb-i s̱aur, auch Sawr-Revolution mit der wörtlichen Bedeutung „Revolution [im Monat/Tierkreiszeichen] des Stiers“) am 27. April 1978 war ein von Mitgliedern der kommunistischen Demokratischen Volkspartei Afghanistans durchgeführter Staatsstreich in der Republik Afghanistan, der zur Ausrufung der Demokratischen Republik Afghanistan führte.
Die kommunistische Machtübernahme und der darauf folgende Aufstand gegen die neue Regierung beendeten eine fast fünfzigjährige Friedenszeit und markierten den Beginn des bis heute in Afghanistan andauernden Konflikts. Die DVPA prägte für den Staatsstreich den Begriff Saurrevolution. Saur (Stier) ist der von Persischsprechern in Afghanistan verwendete Name für den zweiten Monat des iranischen Kalenders, in dem der Putsch stattfand.

## Hintergrund
Afghanistan war seit 1964 eine konstitutionelle Monarchie mit dem seit 1933 amtierenden König Mohammed Zahir Schah an der Spitze. Seit einem Staatsbesuch des Generalsekretärs der KPdSU Nikita Chruschtschow im Dezember 1955 war die Sowjetunion zum wichtigsten Handelspartner und Waffenlieferanten Afghanistans geworden. Insgesamt hatte Afghanistan bis 1979 geschätzt rund 1,25 Milliarden US-Dollar an militärischen und rund 1,265 Milliarden US-Dollar an zivilen Hilfen von der UdSSR erhalten. Gleichzeitig verfolgte das Land eine Politik der Neutralität und war seit 1961 Mitglied der Bewegung der Blockfreien Staaten.
Die kommunistische Demokratische Volkspartei (DVPA) wurde 1965 gegründet. Zwei Jahre später wurde die Partei in zwei rivalisierende Fraktionen gespalten, die von Nur Muhammad Taraki und Hafizullah Amin geführten, paschtunisch dominierten Chalqis einerseits und die tadschikisch dominierten Partschamis unter Führung Babrak Karmals andererseits. Taraki und Karmal waren in den 1950ern als sowjetische Agenten rekrutiert worden und die Partei wurde von der UdSSR finanziert. Ab Mitte der 1960er Jahre war die Gewährung wirtschaftlicher und militärischer Hilfe an Bemühungen gekoppelt, die Entwicklung einer einheimischen pro-sowjetischen kommunistischen Partei im Empfängerland zu fördern. Die DVPA sah die Sowjetunion als Vorbild für ihre Vorstellung einer sozialistischen Modernisierung Afghanistans.
Im Juli 1973 war Mohammed Daoud Khan, Mitglied der herrschenden Musaheban-Dynastie und Vetter von König Zahir Schah, in einem unblutigen Staatsstreich mit Unterstützung des Partscham-Flügels der DVPA an die Macht gelangt und rief die Republik Afghanistan aus. Etwa die Hälfte der Ministerposten der neuen Regierung wurde von Partschamis bekleidet. Pro-sowjetische Offiziere wurden auf einflussreiche Posten befördert, und viele Partschamis wurden in der Staatsverwaltung angestellt. 1974 gründete Oberst Qadir, Mitglied der DVPA, die Vereinigte Front der Afghanischen Kommunisten in der Armee, und Hafizullah Amin begann, gezielt Offiziere in der Armee für den Chalq-Flügel der DVPA zu rekrutieren.
Daoud war ein Reformer. Zur Finanzierung seines Modernisierungsprogramms wandte er sich an andere Länder. Der Iran bot 1975 Daoud Wirtschaftshilfen über ein Volumen von 2 Milliarden US-Dollar über einen Zeitraum von zehn Jahren an. Seine Reise nach Ägypten alarmierte den Kreml, nachdem Präsident Anwar as-Sadat einige Jahre zuvor die Seiten im Kalten Krieg gewechselt hatte. Während eines Besuchs von Daoud in Moskau im April 1977 kam es zu einem Eklat: Als ihn Leonid Breschnew aufforderte, Berater aus NATO-Staaten auszuweisen, verbat sich ein ganz offensichtlich verstimmter Daoud jegliche Einmischung in interne Angelegenheiten Afghanistans. Daoud intensivierte daraufhin die Beziehungen zu den USA, die Kredite und Hilfsleistungen erhöhten.
Nachdem Daoud seine Machtstellung konsolidiert hatte, regierte er das Land zunehmend autoritärer. 1977 verabschiedete Daoud eine neue Verfassung, in der nur noch seine eigene Partei erlaubt war, und entfernte alle DVPA-Mitglieder aus der Regierung. Als Reaktion vereinigten sich die beiden DVPA-Flügel unter sowjetischer Vermittlung im selben Jahr wieder.

## Der Putsch

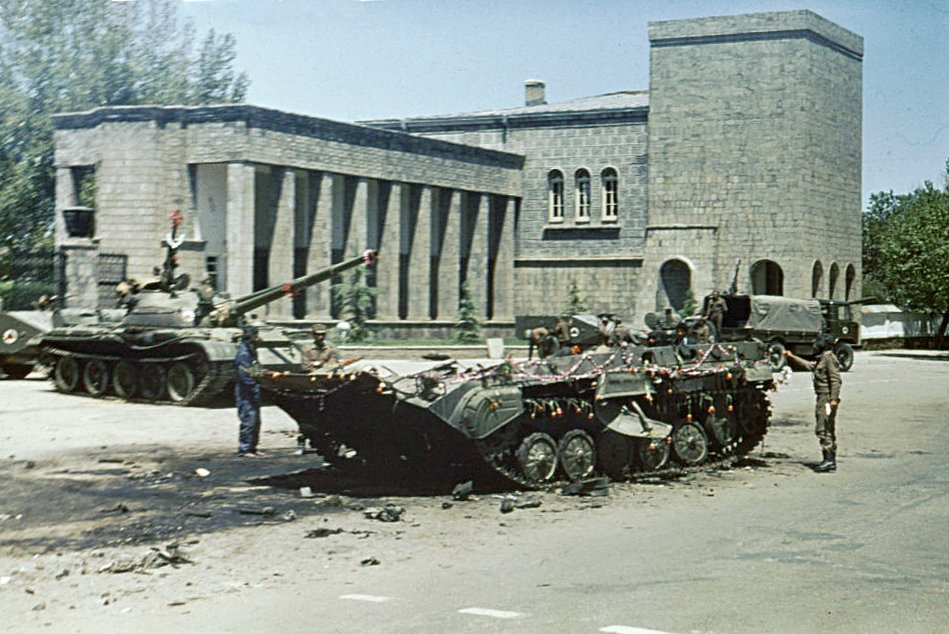
Einen Tag nach der Saur-Revolution: Ein zerstörter BMP-1-Schützenpanzer vor dem Präsidentenpalast in Kabul.

Zum Auslöser des Putsches wurde die Ermordung von Mir Akbar Khyber, eines kommunistischen Ideologen des Partschamflügels, am 17. April 1978 durch bis heute nicht identifizierte Attentäter. Khybers Beerdigung am 19. April wurde zu einer Demonstration gegen die Regierung. Ab dem 24. April ließ die Regierung Führer der Protestbewegung festnehmen. Amin wurde jedoch erst am Vormittag des 26. Aprils von Sicherheitskräften abgeholt. Er hatte damit ausreichend Zeit, seinen Mitverschwörern in der Armee, Abdul Qadir, Aslam Watanjar, Sayed Mohammad Gulabzoy und Mohammad Rafi, das Signal zum Putsch durchzugeben. Während in einer Dringlichkeitssitzung am 27. April das Kabinett über das Schicksal der festgenommenen Kommunisten beratschlagte, nahmen Panzer den Präsidentenpalast Arg unter Beschuss. Die Luftwaffe bombardierte den Palast mit vom Luftwaffenstützpunkt Bagram gestarteten MiG-21- und Su-7-Kampfflugzeugen. Am 28. April wurden die Verteidiger überwältigt, und Daoud wurde mit seinen Familienmitgliedern erschossen.
Es gab Spekulationen, dass die Sowjetunion hinter dem Staatsstreich stecke, es gibt jedoch keine überzeugenden Belege dafür. Sowjetische Militärberater vor Ort hatten zwar mehrere Stunden vor Beginn Kenntnis vom Putsch erhalten, waren jedoch nach heutigem Kenntnisstand (Stand 2021) nicht an der Planung beteiligt, und die sowjetische Führung wurde letztendlich von den Ereignissen überrascht. Nach Angaben des stellvertretenden Außenministers Kornienko erfuhr die sowjetische Führung von dem Coup durch eine Mitteilung der Nachrichtenagentur Reuters. Die sowjetische Nachrichtenagentur TASS verwendete in ihrer Nachricht den Begriff Militärputsch, was bei einem von sowjetischer Seite geplanten Umsturz eher nicht der Fall gewesen wäre. Interne sowjetische Berichte beschuldigten die Muslimbruderschaft und die CIA. Die Sowjets wussten jedoch, dass die Möglichkeit eines Putsches bestand. Sie hatten zuvor Berichte erhalten, in denen Amin schrieb, dass die DVPA vorbereitet sei, „die Macht zu ergreifen“. Der Politikwissenschaftler William Maley merkte an, dass, auch wenn die Sowjets nicht direkt involviert waren, sie durch die zunehmenden Spannungen mit Daoud dazu veranlasst gewesen sein könnten, keine Schritte gegen einen Umsturz vonseiten der afghanischen Kommunisten zu unternehmen.
Die Vereinigten Staaten und die Volksrepublik China waren sich jedoch einig, dass die Sowjetunion hinter dem Putsch steckte. Kabul sei nun in den Händen einer prosowjetischen Fraktion und werde sich wahrscheinlich in „das Kuba des Ostens“ verwandeln, warnte Deng Xiaoping.
Die Schlagzeilen in der bundesdeutschen Presse reflektierten eine zeitgenössische Sicht eines von der Sowjetunion gesteuerten Putsches. Die Süddeutsche Zeitung sah einen „Staatsstreich auf Rußlands Route nach Süden“, die Frankfurter Allgemeine Zeitung „Moskau seinem Traumziel ein Stück näher“ und Der Spiegel „ein mögliches Kuba“.
Die DVPA prägte für den Staatsstreich den Begriff Saurrevolution. Saur (Stier) ist der von Persischsprechern in Afghanistan verwendete Name für den zweiten Monat des iranischen Kalenders, in dem der Putsch stattfand. Die Benennung des Putschs als Revolution war eine Erfindung der DVPA. Außerhalb von Kabul gab es keine politische oder militärische Beteiligung, und auch in der Hauptstadt beteiligte sich nur ein kleiner Teil der Bevölkerung am Putsch. Die DVPA hatte Schätzungen zufolge etwa 3000 bis 10.000 Mitglieder. Mit der Machtübernahme der DVPA war Afghanistan nach dem Südjemen der zweite sozialistische Staat mit einer muslimischen Bevölkerungsmehrheit.

## Nachwirkungen
Nach dem Putsch rief die DVPA die Demokratische Republik Afghanistan aus. Chalq und Partscham bildeten eine gemeinsame Regierung mit Nur Muhammad Taraki als Präsident und Premierminister, Hafizullah Amin als Außenminister und Babrak Karmal als Vizepräsident. Die Sowjetunion war der erste Staat, der die neue Regierung anerkannte. Nach kurzer Zeit traten die Konflikte innerhalb der DVPA wieder zutage. Die Chalqis gewannen den innerparteilichen Machtkampf und säuberten die Partei von Angehörigen des Partschamflügels. Karmal wurde im Juli 1978 als Botschafter in die ČSSR entsandt und entkam dort einem Mordanschlag von Chalq. Das Regime versuchte mit brutalen Mitteln, eine revolutionäre Transformation des Landes, insbesondere der Landwirtschaft, durchzuführen. Das radikale, von staatlichem Terror begleitete Modernisierungsprogramm rief Aufstände in weiten Teilen der afghanischen Bevölkerung hervor, die den Zerfall des ohnehin angeschlagenen Staatsapparates beschleunigten und schließlich zur militärischen Intervention der Sowjetunion im Dezember 1979 führten. Die Sowjets setzten nach ihrem Einmarsch Babrak Karmal als neuen Präsidenten ein. Mit dem Staatsstreich und dem darauf folgenden Bürgerkrieg war eine fast fünfzigjährige Friedenszeit zu Ende gegangen.
Taraki beschuldigte nach der Machtübernahme der DVPA das Daoud-Regime, für den Mord an Khyber verantwortlich zu sein. Nachdem Karmal nach Amins Tod Präsident geworden war, erklärte er, dass Amin die Brüder Siddiq und Arif Alamyar mit der Ermordung Khybers beauftragt hätte. Karmal ließ die Brüder im Juni 1980 hinrichten, auch weil sie während der Regierungszeit Amins wichtige Ämter innegehabt hatten und als Unterstützer dieses Regimes galten. Gulbuddin Hekmatyār erklärte 1983 in einem Interview, das Attentat sei von Mitgliedern seiner Partei Hizb-i Islāmī verübt worden. Ob es tatsächlich Hizb-i Islāmī war, ist jedoch nicht bestätigt. Nach einem Beitrag im englischsprachigen Magazin Arabia war der Attentäter Mitglied des Haqqani-Netzwerks. Andere Hinweise deuten wiederum auf Noor Ahmad Noor hin, einen Parteifreund Khybers. Ein ehemaliger Agent des afghanischen Geheimdienstes KhAD erklärte in einem Interview im Jahr 2021, Khyber sei von einem Genossen Karmals ermordet worden.
Die sterblichen Überreste Daouds wurden 2008 in einem Massengrab entdeckt. Er wurde anhand seines Zahnabdrucks und eines goldenen Korans, den er als Geschenk vom König von Saudi-Arabien erhalten hatte und in seiner Brusttasche trug, identifiziert. Daoud wurde am 17. März 2009 im Rahmen eines Staatsbegräbnisses feierlich beigesetzt.